# Yasmeen al-Dabbagh
Yasmeen al-Dabbagh (arabisch ياسمين الدباغ, DMG Yāsimīn ad-Dabbāġ; * 22. September 1997 in London) ist eine saudi-arabische Leichtathletin, die sich auf den Sprint spezialisiert hat.

## Sportliche Laufbahn
Yasmeen al-Dabbagh stellte Anfang Juni mit 13,24 s in Dschidda einen neuen Landesrekord im 100-Meter-Lauf auf und schied anschließend über diese Distanz mit 13,85 s im Vorlauf der Arabischen Meisterschaften in Radès aus. Dank einer Wildcard startete sie Ende Juli bei den Olympischen Sommerspielen in Tokio und schied dort mit 13,34 s in der Vorausscheidungsrunde aus. Im Jahr darauf startete sie bei den Weltmeisterschaften in Eugene und schied dort mit 13,21 s in der ersten Runde aus.

## Persönliche Bestleistungen
- 100 Meter: 12,90 s (+1,8 m/s), 16. Mai 2022 in Kuwait (saudischer Rekord)